# إفينغم
إفينغم (إلينوي) (بالإنجليزية: Effingham, Illinois)‏ هي مدينة تقع في الولايات المتحدة في إلينوي. يقدر عدد سكانها بـ 12,328 نسمة .

## التركيبة السكانية
حدّد مكتب تعداد الولايات المتحدة بيانات التركيبة السكانية لإفينغم في تعداد الولايات المتحدة. في ما يلي، التركيبة السكانية حسب تعدادي 2000 و2010.

### تعداد عام 2000
بلغ عدد سكان إفينغم 12,384 نسمة بحسب تعداد عام 2000، وبلغ عدد الأسر 5,330 أسرة وعدد العائلات 3,185 عائلة مقيمة في المدينة. في حين سجلت الكثافة السكانية 460.7 نسمة لكل كيلومتر مربع (1,193.2/ميل2). وبلغ عدد الوحدات السكنية 5,660 وحدة بمتوسط كثافة قدره 210.6 لكل كيلومتر مربع (545.5/ميل2).
وتوزع التركيب العرقي للمدينة بنسبة 97.79% من البيض و0.36% من الأمريكيين الأفارقة و0.19% من الأمريكيين الأصليين و0.59% من الأمريكيين ذوي الأصول الآسيوية و0.38% من الأعراق الأخرى و0.69% من عرقين مختلطين أو أكثر و1.04% من الهسبانيون أو اللاتينيون من أي عرق.
بلغ عدد الأسر 5,330 أسرة كانت نسبة 31.2% منها لديها أطفال تحت سن الثامنة عشر تعيش معهم، وبلغت نسبة الأزواج القاطنين مع بعضهم البعض 45% من أصل المجموع الكلي للأسر، ونسبة 11.4% من الأسر كان لديها معيلات من الإناث دون وجود شريك،  بينما كانت نسبة 3.4% من الأسر لديها معيلون من الذكور دون وجود شريكة وكانت نسبة 40.2% من غير العائلات. تألفت نسبة 36.1% من أصل جميع الأسر من عدة أفراد يعيشون في نفس المنزل ونسبة 15.9% كانت تتألف من شخص يعيش بمفرده يبلغ من العمر 65 عاماً أو أكثر. وبلغ متوسط حجم الأسرة المعيشية 2.25، أما متوسط حجم العائلات فبلغ 2.96.
بلغ العمر الوسطي للسكان 37.5 عاماً. وكانت نسبة 24.9% من القاطنين تحت سن الثامنة عشر، وكانت نسبة 8.8% بين الثامنة عشر والرابعة والعشرين عاماً، ونسبة 27.2% كانت واقعةً في الفئة العمرية ما بين الخامسة والعشرين والرابعة والأربعين عاماً، ونسبة 19.9% كانت ما بين الخامسة والأربعين والرابعة والستين، ونسبة 16.2% كانت ضمن فئة الخامسة والستين عاماً فما فوق. يوجد لكل 100 أنثى 90.1 ذكر، ويوجد لكل 100 أنثى في الثامنة عشر من عمرها فما فوق 85.0 ذكر.
بلغ متوسط دخل الأسرة في المدينة 34,761 دولارًا، أما متوسط دخل العائلة فبلغ 45,902 دولارًا. وكان متوسط دخل الذكور 31,442 دولارًا مقابل 21,543 دولارًا للإناث. وسجل دخل الفرد الخاص بالمدينة 19,132 دولارًا. وكانت نسبة 6.5% من العائلات ونسبة 9.6% من السكان تحت خط الفقر، وكان من هؤلاء نسبة 13.2% تحت سن الثامنة عشر ونسبة 7.9% في الخامسة والستين من العمر وما فوق.

### تعداد عام 2010
بلغ عدد سكان إفينغم 12,328 نسمة بحسب تعداد عام 2010، وبلغ عدد الأسر 5,340 أسرة وعدد العائلات 3,106 عائلة مقيمة في المدينة. في حين سجلت الكثافة السكانية 458.6 نسمة لكل كيلومتر مربع (1,187.8/ميل2). وبلغ عدد الوحدات السكنية 5,696 وحدة بمتوسط كثافة قدره 211.9 لكل كيلومتر مربع (548.8/ميل2).
وتوزع التركيب العرقي للمدينة بنسبة 96.03% من البيض و0.38% من الأمريكيين الأفارقة و0.21% من الأمريكيين الأصليين و0.72% من الأمريكيين ذوي الأصول الآسيوية و0.05% من سكان جزر المحيط الهادئ و1.59% من الأعراق الأخرى و1.02% من عرقين مختلطين أو أكثر و3.23% من الهسبانيون أو اللاتينيون من أي عرق.
بلغ عدد الأسر 5,340 أسرة كانت نسبة 29.1% منها لديها أطفال تحت سن الثامنة عشر تعيش معهم، وبلغت نسبة الأزواج القاطنين مع بعضهم البعض 41.3% من أصل المجموع الكلي للأسر، ونسبة 12.3% من الأسر كان لديها معيلات من الإناث دون وجود شريك،  بينما كانت نسبة 4.6% من الأسر لديها معيلون من الذكور دون وجود شريكة وكانت نسبة 41.8% من غير العائلات. تألفت نسبة 36.2% من أصل جميع الأسر من عدة أفراد يعيشون في نفس المنزل ونسبة 15.2% كانت تتألف من شخص يعيش بمفرده يبلغ من العمر 65 عاماً أو أكثر. وبلغ متوسط حجم الأسرة المعيشية 2.24، أما متوسط حجم العائلات فبلغ 2.92.
بلغ العمر الوسطي للسكان 38.9 عاماً. وكانت نسبة 23% من القاطنين تحت سن الثامنة عشر، وكانت نسبة 9% بين الثامنة عشر والرابعة والعشرين عاماً، ونسبة 25.1% كانت واقعةً في الفئة العمرية ما بين الخامسة والعشرين والرابعة والأربعين عاماً، ونسبة 25.2% كانت ما بين الخامسة والأربعين والرابعة والستين، ونسبة 17.6% كانت ضمن فئة الخامسة والستين عاماً فما فوق. وتوزع التركيب الجنسي للسكان بنسبة 48% ذكور و52% إناث.

## أعلام
- بنسون وود
- جيمي كايت
- روس وولف
- دانيال فينكلر